# Партия народного единства и согласия Таджикистана
Па́ртия наро́дного еди́нства и согла́сия Таджикиста́на (тадж. Ҳизби иттиҳоди ва ризояти мардумии Тоҷикистон), также известна как Па́ртия наро́дного еди́нства Таджикиста́на (тадж. Ҳизби иттиҳоди мардумии Тоҷикистон) — бывшая официально зарегистрированная оппозиционная политическая партия в Таджикистане, официально просуществовавшая с 15 ноября 1994 года по 9 декабря 1998 года. Была представлена двумя депутатами в первом созыве однопалатного Маджлиси Оли (Высшего собрания) Таджикистана.
Партия народного единства и согласия была образована и официально зарегистрирована 15 ноября 1994 года сторонниками Абдумалика Абдулладжанова — премьер-министра Таджикистана с 21 сентября 1992 года по 18 декабря 1993 года, который подал в отставку в знак протеста против методов правления председателя Верховного Совета и фактического руководителя страны — Эмомали Рахмонова. На момент образования партии, Абдулладжанов являлся чрезвычайным и полномочным послом Республики Таджикистан в Российской Федерации, и две недели назад до образования партии Абдулладжанов участвовал на президентских выборах 6 ноября 1994 года как единственный конкурент Рахмонова, и по официальным данным набрав 34,7 % голосов, проиграл выборы. Некоторые считали Партия народного единства и согласия преемницей просуществовавшей недолго оппозиционной Партии экономической свободы, которая была основана Абдумаликом Абдулладжановым в декабре 1993 года, вскоре после отставки с поста премьер-министра
.
Партия участвовала в парламентских выборах 1995 года, и по его итогам заняла третье место и смогла пройти в однопалатный Маджлиси Оли (Высшее собрание) Республики Таджикистан с двумя депутатами. В 1996 году Абдулладжанов вместе с двумя бывшими премьер-министрами республики — Джамшедом Каримовым и Абдуджалилом Самадовым сформировал продемократическое светское Движение национального возрождения Таджикистана, которое пыталось принимать участие в переговорах между официальным правительством республики и Объединённой таджикской оппозиции. Партия народного единства и согласия всячески пыталась откреститься от слухов о связях с Абдулладжановым, и после неудавшейся попытки мятежа Абдулладжанова и его сторонников в ноябре 1998 года в Худжанде, официальные власти Таджикистана стали с еще большим подозрением относиться к Партии народного единства и согласия. Партию обвиняли в связях с Россией и Узбекистаном официальные власти Таджикистана и некоторые члены Объединённой таджикской оппозиции. В итоге, 9 декабря 1998 года Верховный Суд республики запретил деятельность партии и конфисковал всё её имущество и активы, часть сторонников и членов партии были арестованы, часть бежало за границу, в том числе Абдумалик Абдулладжанов, который получил политическое убежище в США. Таджикистан официально объявил в международный розыск Абдулладжанова и некоторых лидеров партии. После запрета партии на территории Таджикистана, партия фактически прекратила существование.